# ويواك
ويواك هي مدينة وعاصمة محافظة سيبيك الشرقية، بابوا غينيا الجديدة.